# Chartley Castle

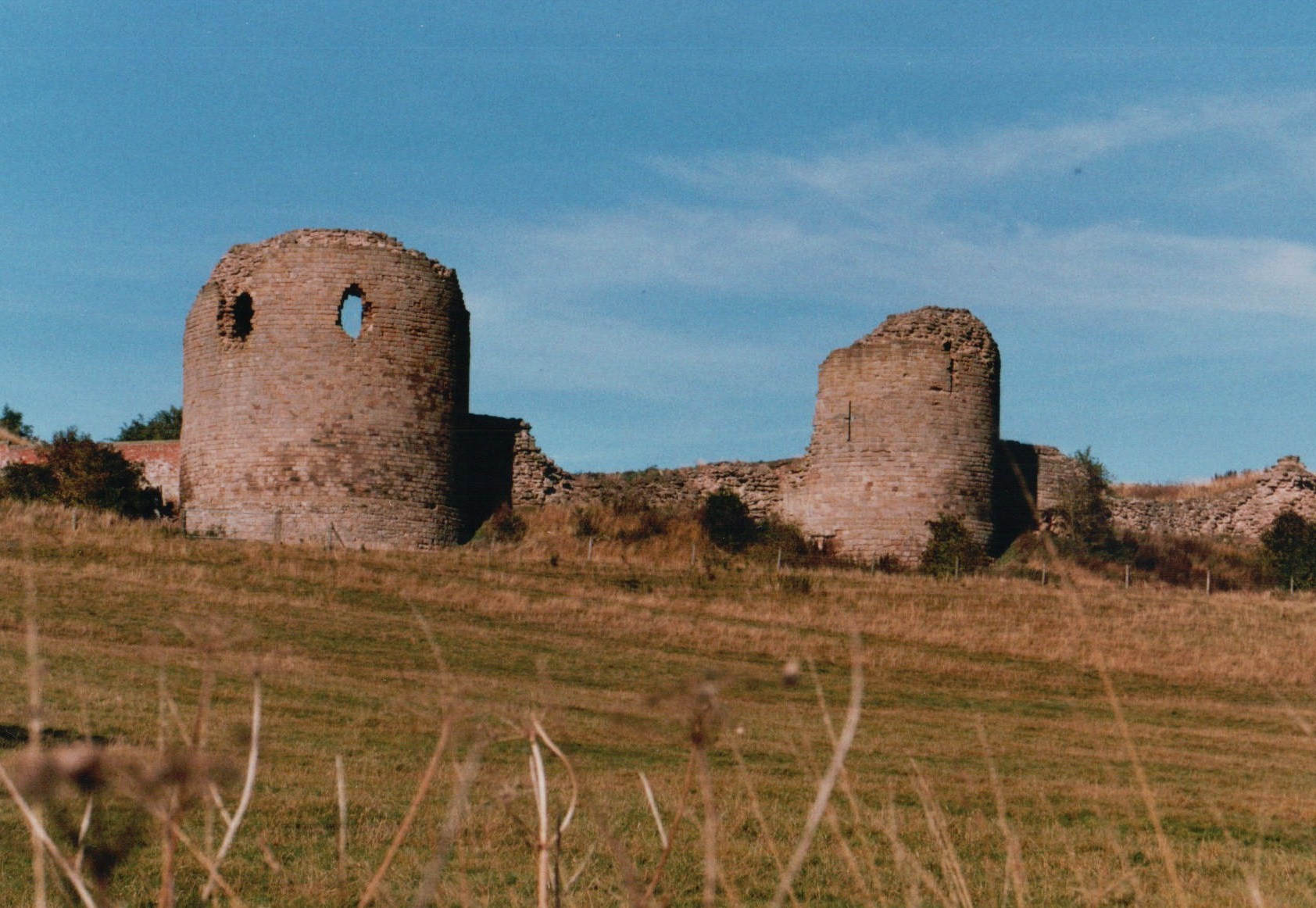
Ruinen von Chartley Castle

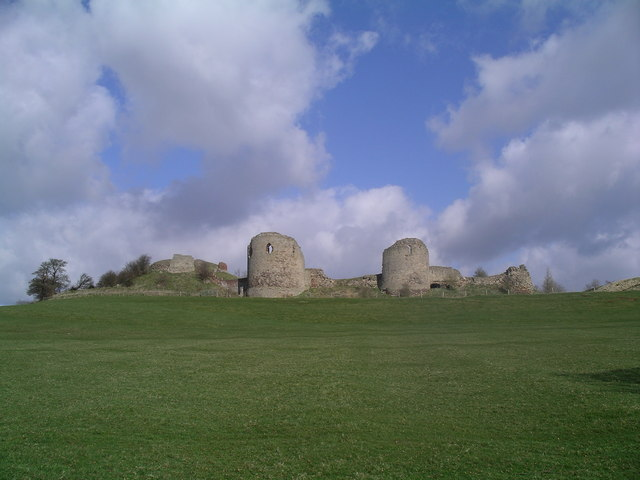
Ruinen von Chartley Castle

Chartley Castle ist eine Burgruine nördlich des Dorfes Stowe-by-Chartley zwischen Stafford und Uttoxeter in der englischen Grafschaft Staffordshire. Die Überreste der Burg und die dazugehörigen Erdwerke gelten seit 1925 als Scheduled Monument. Die Burgruine selbst wurde von English Heritage als historisches Gebäude II*. Grades gelistet.

## Geschichte
Einer der frühen Earls of Chester ließ um 1100 an dieser Stelle eine Motte als sichere Übernachtungsmöglichkeit auf dem Weg zu Orten wie Tutbury errichten. Ranulf de Blondeville, 4. Earl of Chester, der 1232 starb, ließ die Burg 1220 in Stein neu aufbauen. Dann fiel sie durch Heirat an William de Ferrers, den Earl of Derby. Anschließend blieb sie über 200 Jahre lang in Besitz der Familie Ferrers und fiel 1453 über die Ferrers-Erbin Anne an deren Gatten Walter Devereux. Walter Devereux wurde 1462 zum Baron Ferrers of Chartley ernannt und fiel 1485 in der Schlacht von Bosworth. Die Burg wurde dann als Residenz aufgegeben und Chartley Manor, ein mit einem Graben versehenes, hölzernes Herrenhaus, in der Nähe errichtet. Maria Stuart wurde in diesem Herrenhaus gefangengehalten. 1781 brannte es nieder. Das heutige Chartley Manor hieß bis in die 1980er-Jahre Chartley Manor Farm.

## Beschreibung
Bis heute sind noch erhebliche Überreste der ehemaligen Burg erhalten, z. B. ein seltener, zylindrischer Donjon, eine Kurtine, die von zwei halbrunden Türmen flankiert wird, ein Torhaus mit zwei Türmen und ein kantiger Turm. Ein im 19. Jahrhundert erstellter Bericht erwähnt fünf Türme, deren Außendurchmesser zwischen 10,6 Meter und 12,5 Meter betragen, und den Donjon mit 15,2 Meter Außendurchmesser. Ein Autor notierte Ähnlichkeiten im Grundriss mit dem Schloss von Montlhéry bei Paris, das Ranulf de Blondeville wohl kannte. M. W. Thompson wies auf zahlreiche architektonische Übereinstimmungen zwischen Chartley Castle, Bolingbroke Castle und Beeston Castle hin, die alle unter De Blondeville gebaut worden sein sollen.

## Maria Stuart im Herrenhaus
Als Chartley Manor Robert Devereux, 2. Earl of Essex, gehörte, wurde es zu einem der letzten Gefängnisse für Maria Stuart. Ihr Gefängnisaufseher Amias Paulet kam im September 1585 von Tutbury Castle herüber, um sich das Herrenhaus anzusehen, und sah, dass das Haus gerade groß genug war, um seinen und den Haushalt der Königin aufzunehmen. Man zog Chartley Manor verschiedenen Alternativen vor, weil das Haus einen tiefen Graben hatte, auch wenn dieser streckenweise ziemlich schmal war. Der Wassergraben trug auch zur Sicherheit bei, weil die Wäsche der Königin gewaschen werden konnte, ohne dass ihre Dienerinnen das Haus verlassen mussten. Paulet schrieb, dass die Tatsache, dass „das Herrenhaus so niedrig gelegen und mit Wasser umgeben war“, Maria Stuart wohl nicht genehm war.
Paulet bereite die Verlegung der Königin über die 19 Kilometer von Tutbury Castle auf Chartley Manor noch vor Weihnachten 1585 vor und vermied es, dabei den geschäftigen Marktflecken Uttoxeter zu durchqueren. Maria Stuart verbrachte fast ein Jahr in Chartley Manor. Im August 1586 machte Francis Walsingham Pläne, die Königin festzunehmen und sie von Chartley Manor zu entführen, während er Paulet vorspiegeln würde, sie zur Jagd auszuführen, wobei er führende Mitglieder ihres Haushaltes gefangen nehmen und ihre Papiere wegnehmen würde. Viele ihrer Diener würden in Chartley festgehalten und Maria Stuart in ein anderes Haus verbracht werden. Als Akteurin der Babington-Verschwörung wurde Maria Stuart am 11. August 1586 inhaftiert, als sie mit Bastian Pagez, ihrer Ärztin Dominique Bourgoing und anderen ausritt und sie von bewaffneten Soldaten überrascht wurden, die sie nach Tixall brachten.
Walsingham schrieb am 25. August von Windsor Castle aus an Paulet, dass Königin Elisabeth I. angeordnet hatte, dass Maria Stuart Tixall nicht verlassen dürfe. Aber an diesem Tag brachte Paulet Maria Stuart zurück nach Chartley Manor. Am 25. September 1586 wurde Maria Stuart auf die starke Festung Fotheringhay Castle in Northamptonshire verbracht, wo sie am 8. Februar 1587 geköpft wurde.